# Pierre Chabert (écrivain provençal)
 (octobre 2024).
Pour les articles homonymes, voir Pierre Chabert.

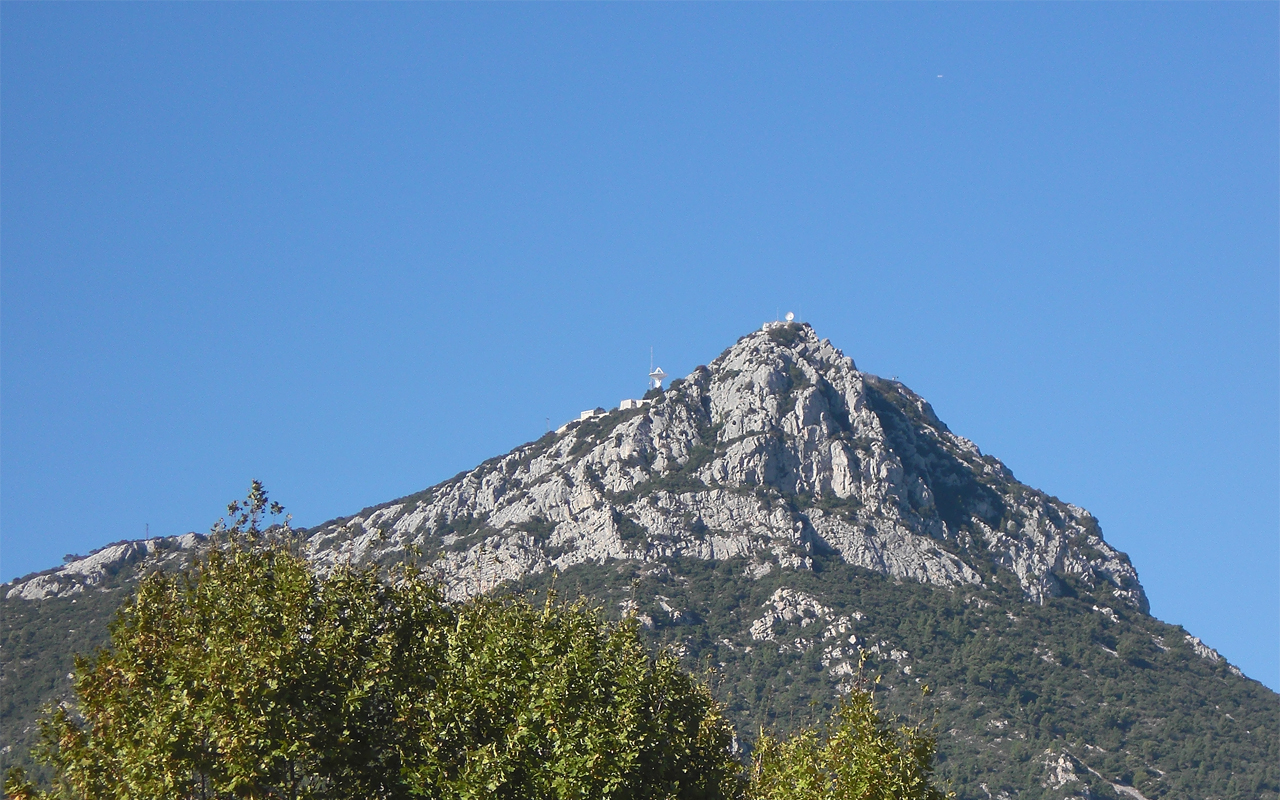
Le mont Coudon, au pied duquel se trouve La Valette-du-Var, pays d’origine de Pierre Chabert.

Pierre Chabert — en langue d'oc, Pèire Chabert — est un écrivain provençal de langue d'oc du XVIIe et peut-être du début du XVIIIe siècle, originaire de La Valette (actuellement La Valette-du-Var), près de Toulon.
Un certain nombre de ses poèmes ont été publiés en 1997 par Philippe Blanchet et par Roger Gensollen. Ils sont écrits dans une langue soignée et précieuse, exemple précoce de provençal maritime varois moderne différencié de la langue de la Renaissance.
Ces deux critiques de langue d'oc situent la naissance de l'auteur entre 1610 et 1630 et sa mort entre 1700 et 1720. Peu de documents directs et explicites renseignent sur la vie de Chabert, et les informations que l'on peut glaner confirment ce que la qualité et le style de ses compositions suggèrent à propos de sa personnalité : un homme trilingue, français - provençal - latin, ayant suivi des études supérieures, cultivé et au fait des goûts de son temps, notable de sa ville où il reçut le mandat de consul.

## L houstau de Neptuno
| Provençal (graphie de l'auteur) | Provençal (norme mistralienne) | Provençal (norme classique) | Français |
| --- | --- | --- | --- |
| L houstau de Neptuno Vn jour qu'eri fouart pensatiq, Et ravant, como-un Fantastiq, Mi proumenavi-a la campagno, Fasen de Casteus en Espagno ; Et moun esprit leugierament, Voulavo, jusqu-au Firmament. Veniou de legi d escrituros, Vounte l'-i-avié proun d'aventuros, Que mi rendien tant ennuyous, Qu'auriou vougut fini mei jous. En ressarquan cauvos Semblablos, N'a que v'estimoun tot de fablos ; Mai, apres ceque vous dirai, Poudés creiré qu'es tout verai.[...] | L'oustau de Neptuno Un jour qu'èri fouart pensati, E ravant, coumo un Fantasti, Mi proumenàvi à la campagno, Fasent de Castèu en Espagno ; E moun esprit lougieramen, Voulavo, jusqu' au Firmamen. Veniéu de legi d'escrituro, Vounte li avié proun d'aventuro, Que mi rendien tant enuious, Qu'auriéu vougu fini mei jour. En reçarcan cauvo Semblablo, N' a que v' estimon tout de fablo ; Mai, après ce que vous dirai, Poudès crèire qu'es tout verai.[...] | L'ostau de Neptune Un jorn qu'èri fòrt pensatic, E revant, coma un Fantastic, Me promenavi a la campanha, Fasent de Castèus en Espanha ; E mon esprit leugierament, Volava, jusqu'au Firmament. Veniáu de legir d'escrituras, Vonte li aviá pron d'aventuras, Que me rendián tant enuiós, Qu'auriáu vogut finir mei jorns. En recercant cauvas Semblablas, N'a que v'estimon tot de fablas ; Mai, après ce que vos dirai, Podètz creire qu'es tot verai.[...] | La maison de Neptune Un jour où j'étais pensif, Et rêveur comme un farfadet, Je me promenais à la campagne, En bâtissant des chateaux en Espagne ; Et mon esprit légèrement, S'envolait jusqu'au Firmament. Je venais de lire des écritures, Qui contenaient un certain nombre d'aventures, Qui m'ennuyaient au point, Que j'aurais voulu finir mes jours. En recherchant de pareilles choses, Certains estiment que tout n'est qu'affabulation ; Mais, après ce que je vous dirai, Vous pouvez croire que tout est vrai.[...] |

## Édition

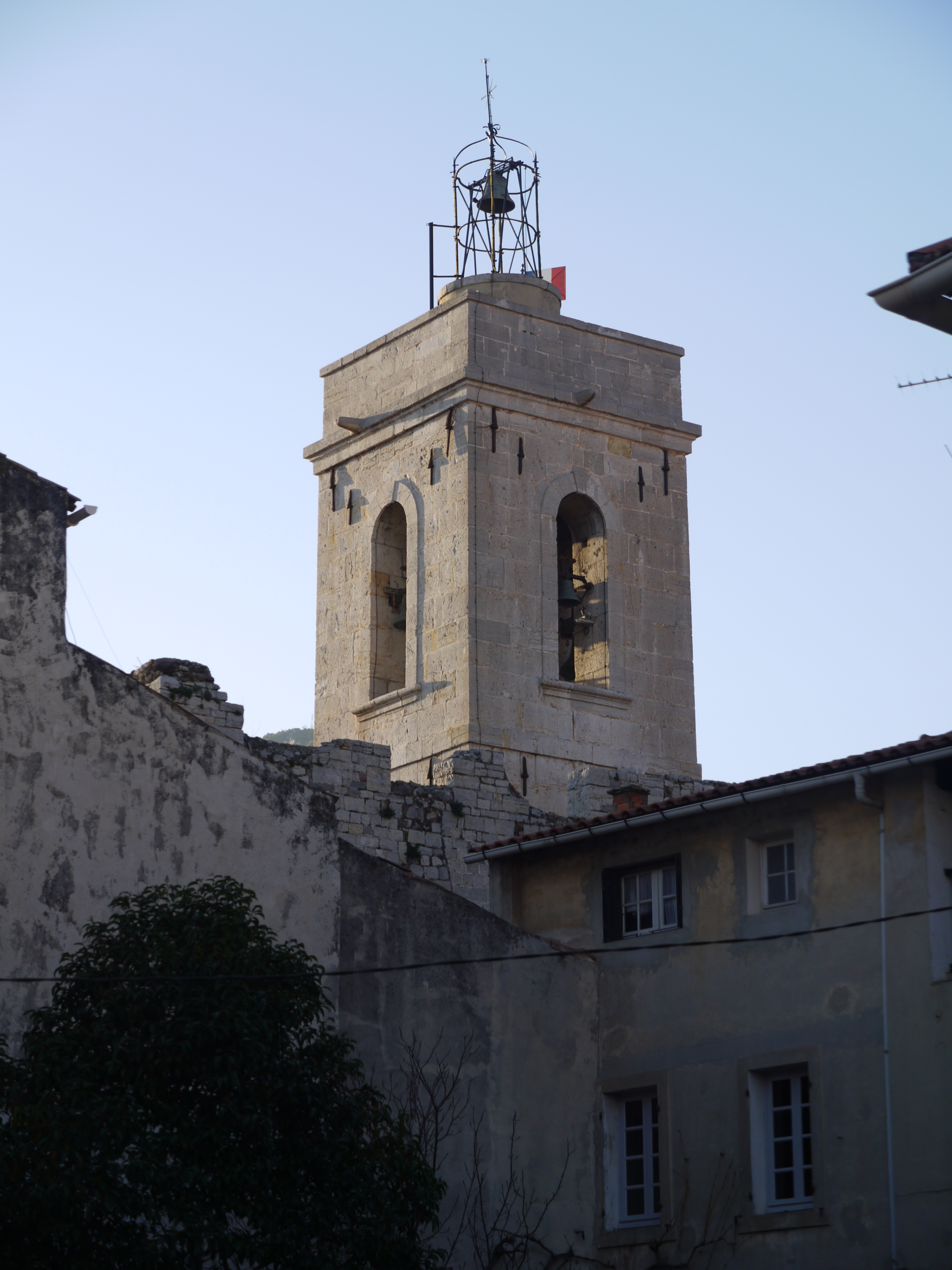

- Poèmes provençaux de Pierre Chabert. Marseille : Autres Temps, 1997. Édition critique de Philippe Blanchet et de Roger Gensollen.